# Peter Bryan Wells
Peter Bryan Wells (nascido em 12 de maio de 1963)  é um prelado americano da Igreja Católica que passou sua carreira no serviço diplomático da Santa Sé. Ele trabalhou em Roma na administração da Secretaria de Estado e em destacamentos no exterior. Ele é arcebispo e núncio desde 2016.

## Primeiros anos
Wells nasceu o primeiro de cinco filhos em Tulsa, Oklahoma Ele completou seus estudos em filosofia no St. Meinrad Seminary College, em Indiana. Ele completou seus estudos em teologia no Pontifício Colégio Norte Americano em Roma. Ele foi ordenado sacerdote em 12 de julho de 1991 para a diocese de Tulsa.
Em 1990, obteve um bacharelado em teologia pela Pontifícia Universidade Gregoriana e um licenciado em teologia no Pontifício Instituto João Paulo II de Estudos sobre Casamento e Família em 1992.
Ele recebeu um licenciado e um doutorado em direito canônico pela Pontifícia Universidade Gregoriana em 1998 e 1999. Ao mesmo tempo, ele era aluno da Pontifícia Academia Eclesiástica.
Após sua ordenação, Wells trabalhou como curador na Catedral da Sagrada Família em Tulsa, secretário especial do Bispo de Tulsa e vigário de educação religiosa na diocese.

## Serviço diplomático
Wells entrou no serviço diplomático da Santa Sé em 1º de julho de 1999, trabalhando na nunciatura apostólica na Nigéria e, a partir de 2002, na Seção de Assuntos Gerais da Secretaria de Estado. Ele foi nomeado para chefiar o escritório em inglês em 2006. Além de inglês nativo, ele fala italiano, francês, alemão e espanhol.
Ele foi nomeado assessor em 16 de julho de 2009. Falando sobre seu trabalho como assessor de assuntos gerais, Wells disse que o papel da diplomacia papal era permitir que o Papa Francisco e seus representantes "tivessem a capacidade de agir livremente no mundo" e não fossem "impedidos em seu ministério", especialmente em chegando aos mais marginalizados.
O Papa Francisco nomeou secretário de Wells da Comissão Pontifícia de cinco membros responsável por investigar o Instituto para as Obras de Religião em 2013.  Wells também atuou como presidente do Comitê de Segurança Financeira da Santa Sé.
Em 9 de fevereiro de 2016, Wells foi nomeado Núncio Apostólico na África do Sul e Botsuana e Arcebispo titular de Marcianópolis. Em 13 de fevereiro, ele também foi nomeado núncio apostólico no Lesoto e na Namíbia. Ele foi consagrado como bispo em 19 de março de 2016 pelo Papa Francisco. Em 13 de junho de 2016, ele também foi nomeado núncio apostólico na Suazilândia.